# Александровский проезд (Томск)
Александровский проезд — улица в Советском районе города Томска.
Представляет из себя тупик, проходящий от дома №16 до улицы Герцена.
Изначально соединял Александровскую улицу (современная ул. Герцена) с Нечаевской (ныне — проспект Фрунзе). В XIX веке также неофициально именовался Всеволодо-Королёвский переулок, так как неподалеку располагалась Королёвская роща. По сообщению в газете «Сибирская жизнь», на 1899 год официального названия и нумерации домов не имел. На начало XX века состоял из 11 домов, располагавшихся на чётной стороне улицы (преимущественно деревянные жилые здания с двумя этажами). Тогда на улице находились отделение Общественного банка и пивоваренный завод. По данным справочника городской управы (1915) имелось 14 домовладения. В 1925 году переименован в Герценовский проезд в честь публициста А. И. Герцена, однако данное название не прижилось.
Во времена СССР возле проезда находился крупный химический завод, который позже был закрыт, а его помещения снесены, на их месте в 1970-х годах построены две пятиэтажки. Позднее за счёт части проезда был расширен проспект Фрунзе, а сам же проезд стал тупиком.